# Агломерация Форталеза (мезорегион)

Агломерация Форталеза на карте.

Агломерация Форталеза (порт. Mesorregião Metropolitana de Fortaleza) — административно-статистический мезорегион в Бразилии, входит в штат Сеара. Население составляет 3 468 137 человек (на 2010 год). Площадь — 3 767,713 км². Плотность населения — 920,49 чел./км².

## Демография
Согласно сведениям, собранным в ходе переписи 2010 г. Национальным институтом географии и статистики (IBGE), население мезорегиона составляет:
| Полное население                            | Полное население                            | Полное население                            | Полное население                            | 3 468 137 |
| ------------------------------------------- | ------------------------------------------- | ------------------------------------------- | ------------------------------------------- | --------- |
| в том числе:                                | Городское население                         | 3 367 726                                   | Процент городского населения, %             | 97,10     |
|                                             | Сельское население                          | 100 411                                     | Процент сельского населения, %              | 2,90      |
|                                             | Мужское население                           | 1 650 222                                   | Процент мужского населения, %               | 47,58     |
|                                             | Женское население                           | 1 817 915                                   | Процент женского населения, %               | 52,42     |
| Плотность населения, чел/км²                | Плотность населения, чел/км²                | Плотность населения, чел/км²                | Плотность населения, чел/км²                | 920,49    |
| Население мезорегиона в % к населению штата | Население мезорегиона в % к населению штата | Население мезорегиона в % к населению штата | Население мезорегиона в % к населению штата | 41,03     |

## Статистика
- Валовой внутренний продукт на 2003 составляет 17 608 617 368,00 реалов (данные: Бразильский институт географии и статистики).
- Валовой внутренний продукт на душу населения на 2003 составляет 5565,91 реалов (данные: Бразильский институт географии и статистики).
- Индекс развития человеческого потенциала на 2000 составляет 0,764 (данные: Программа развития ООН).

## Состав мезорегиона
В мезорегион входят следующие микрорегионы:
1. Форталеза
2. Пакажус